# Петер Драйзайтль
Петер Драйзайтль (чеськ. Peter Draisaitl, нім. Peter Draisaitl; нар. 7 грудня 1965, Карвіна, Чехословаччина) — німецький хокеїст і тренер чехословацького походження. Згодом — хокейний тренер.
Батько відомого хокеїста Леона Драйзайтля.

## Ігрова кар'єра
Петер народився у Чехословаччині, його сім'я переїхала до ФРН. Саме в Мангеймі він почав займатись хокеєм. В сезоні 1983/84 дебютував у команді Бундеслізі «Маннхаймер ЕРК». За вісім сезонів, що Драйзайтль провів у клубі кожного року потрапляв до плей-оф але жодного разу не вигравав чемпіонат. У його активі срібні нагороди у 1985 та 1987 роках, це найбільший успіх у кар'єрі. У сезоні 1990/91 Петер переходить до «Кельнер» ЕК в ньому він так само стає лише срібним призером у 1991 році.
У 1992 році Драйзайтль повернувся до «Маннхаймер ЕРК», але тут він лишається взагалі без призових місць у чемпіонаті. У сезоні 1994/95 переїхав до «Кельнер Гайє» та стає чемпіоном Німеччини. В наступному сезоні став найкращим бомбардиром плей-оф, але команда поступились у фіналі Дюссельдорф ЕГ, а також у фіналі Кубка європейських чемпіонів «Йокеріт» (Гельсінкі). Після двох років в Кельні, виступав за «Москітос Ессен», а закінчив свою кар'єру гравця у клубі «Обергаузен» в 2001 році.
У складі збірної ФРН та Німеччини провів 146 матчів. 
Виступав на наступних турнірах:
- Зимові Олімпійські ігри: 1988, 1992 та 1998;
- 1989, 1990, 1991, 1992, 1996, 1997 та 1998;
- Кубок світу з хокею із шайбою 1996

## Кар'єра тренера
- 2001–2002: «Обергаузен»
- 2003–2005: «Бремергафен»
- 2005–2006: «Штраубінг Тайгерс»
- 2006 по січень 2007 року: «Айсберен Регенсбург»
- З жовтня 2007 року по січень 2008: ХК «Дуйсбург»
- З квітня 2008 року по липень 2011: ХК «Равенсбург»
- Вересень 2011 – березень 2012: «Томас Сабо Айс Тайгерс Нюрнберг»[3]
- 2012–2013: Чеське Будейовіце[4]
- 2013–2015: ХК «Маунтфілд»
- 2015–2017: «Динамо» (Пардубиці)
- 2017–2019: «Кельнер Гайє»
- 2019–2020: «Кошиці»
- 2020–2022: «Братислава Кепіталс»
- 2022–2023: «Крефельд Пінгвін»